# Љубичево (Призрен)
Љубичево (алб. Lubiqevë/Lubiçevë) је насељено место у општини Призрен, на Косову и Метохији. Према попису становништва из 2011. у насељу је живело 1.602 становника.

## Становништво
Према попису из 2011. године, Љубичево има следећи етнички састав становништва:
| Националност | 2011.          |
| Албанци      | 1.602 (100,0%) |
| Укупно       | 1.602          |

| Демографија | Демографија | Демографија |
| Година      | Становника  | Становника  |
| ----------- | ----------- | ----------- |
| 1948.       | 636         |             |
| 1953.       | 653         |             |
| 1961.       | 794         |             |
| 1971.       | 1.026       |             |
| 1981.       | 1.444       |             |
| 1991.       | 1.903       |             |
| 2011.       | 1.602       |             |